# 그라운드 제로 (드라마)
《그라운드 제로》는 2007년 7월 11일부터 2007년 7월 12일까지 MBC에서 방영된 2부작 특집 드라마이다.

## 등장 인물

### 주요 인물
- 김남진 : 이주현 역
- 김갑수 : 김천수 역
- 박철민 : 유동선 역

### 이주현 관련인물
- 임정은 : 한유진 역
- 변나연 : 한수진 역
- 김혜옥 : 유진 모 역

### 김천수 관련인물
- 이혜숙 : 박성희 역
- 황보라 : 김소영 역
- 김홍석 : 최일갑 역

### 유동선 관련인물
- 윤유선 : 이미숙 역
- 장정희 : 이영숙 역
- 최범호 : 박달구 역